# Stupari (Lukavac)
Pour les articles homonymes, voir Stupari.
Stupari (en serbe cyrillique : Ступари) est un village de Bosnie-Herzégovine. Il est situé dans la municipalité de Lukavac, dans le canton de Tuzla et dans la fédération de Bosnie-et-Herzégovine. Selon les premiers résultats du recensement bosnien de 2013, il compte 201 habitants.

## Démographie

### Évolution historique de la population
| 1948 | 1953 | 1961 | 1971 | 1981 | 1991 | 2013 |
| ---- | ---- | ---- | ---- | ---- | ---- | ---- |
| -    | -    | 635  | 819  | 655  | 543  | 201  |

|  |

### Répartition de la population par nationalités (1991)
En 1991, les 543 habitants du village étaient tous serbes.

### Communauté locale
En 1991, la communauté locale de Stupari comptait 594 habitants, tous serbes.